# Futebol Clube de Penafiel
Maillots
Actualités
Le Futebol Clube Penafiel, est un club de football portugais, situé à Penafiel.

## Historique
Le club passe 13 saisons en première division : de 1980 à 1982, puis de 1983 à 1992, ensuite de 2004 à 2006, et enfin un dernière fois lors de la saison 2014-2015.
Ses meilleurs résultats en Division 1 sont obtenus en 1981, 1985 et 1988, où le club se classe à chaque fois 10e du championnat. 
Lors de la saison 1995-1996, le club, qui évolue en deuxième division, réussit la performance d'atteindre les quarts de finale de la Coupe du Portugal.
Le FC Penafiel réalise lors de la saison 2013-2014 l'une de ses meilleurs prestations de l'histoire. L'équipe obtient en effet la montée en première division, atteint le troisième tour de la Coupe de la Ligue, et se qualifie pour les quarts de finale de la Coupe du Portugal, en étant battu -de peu- par le SL Benfica (0-1).
Lors de la saison 2014-2015, le FC Penafiel termine dernier du championnat du Portugal, avec seulement 22 points. Le club est donc relégué en Division 2 portugaise pour la saison 2015-2016.

## Personnalités du club

### Entraîneurs
- 1984-1986 : Fernando Cabrita  Portugal
- 2006-2007 : Rui Bento  Portugal
- 2007-2008 : António Sousa  Portugal
- 2008-2009: Rui Quinta  Portugal
- 2009-2010 : Bruno Cardoso  Portugal
- 2010-2012 : Francisco Chaló  Portugal
- 2012-2014 : Miguel Leal   Portugal
- 2014: Rui Quinta  Portugal
- mars 2015-vov. 2015 : Carlos Brito  Portugal
- déc. 2015-2017 : Paulo Alves  Portugal
- 2017-sep. 2017 : Toni Conceição  Portugal
- oct. 2017-2019 : Armando Evangelista  Portugal
- janv. 2022- : Filipe André Paula da Rocha  Portugal

### Anciens joueurs
- Stéphane Agbre Dasse
- Fernando Aguiar
- Roberto Alcântara Ballesteros
- Bruno Amaro
- Kelly Berville
- Guillaume Boronad
- Carlos Germano
- Larry Clavier
- Sérgio Conceição
- Jorge Costa
- Amadou Pathé Diallo
- Diego Costa
- Digão
- Dill
- Nuno Diogo
- Bacari Djaló
- Ljubinko Drulović
- Pedro Emanuel
- Marco Ferreira
- Alireza Haghighi
- Rolf Landerl
- Jimmy Modeste
- Pedro Moutinho
- Ousmane N'Doye
- Sanibal Orahovac
- Jérôme Palatsi
- Héctor Quiñones
- Carlos Secretário
- Paulo Torres
- Nicolas Vallar
- Filipe Azevedo

## Bilan saison par saison
| Saison    | I   | II  | III |
| 1969-1970 |     | 8   |     |
| ...       | ... | ... | ... |
| 1980-1981 | 10  |     |     |
| 1981-1982 | 13  |     |     |
| 1982-1983 |     | ... |     |
| 1983-1984 | 13  |     |     |
| 1984-1985 | 10  |     |     |
| 1985-1986 | 15  |     |     |
| 1986-1987 |     | ... |     |
| 1987-1988 | 10  |     |     |
| 1988-1989 | 14  |     |     |
| 1989-1990 | 15  |     |     |
| 1990-1991 | 15  |     |     |
| 1991-1992 | 17  |     |     |
| 1992-1993 |     | 14  |     |
| 1993-1994 |     | 15  |     |
| 1994-1995 |     | 10  |     |
| 1995-1996 |     | 6   |     |
| 1996-1997 |     | 5   |     |
| 1997-1998 |     | 5   |     |
| 1998-1999 |     | 9   |     |
| 1999-2000 |     | 6   |     |
| 2000-2001 |     | 5   |     |
| 2001-2002 |     | 15  |     |
| 2002-2003 |     | 14  |     |
| 2003-2004 |     | 3   |     |
| 2004-2005 | 11  |     |     |
| 2005-2006 | 18  |     |     |
| 2006-2007 |     | 8   |     |
| 2007-2008 |     | 15  |     |
| 2008-2009 |     |     | 1   |
| 2009-2010 |     | 7   |     |
| 2010-2011 |     | 12  |     |
| 2011-2012 |     | 9   |     |
| 2012-2013 |     | 9   |     |
| 2013-2014 |     | 3   |     |
| 2014-2015 | 18  |     |     |
| 2015-2016 |     | 12  |     |
| 2016-2017 |     | 5   |     |
| 2017-2018 |     | 5   |     |
| 2018-2019 |     | 8   |     |
| 2019-2020 |     | 14  |     |
| 2020-2021 |     | 7   |     |
| 2021-2022 |     | 7   |     |
| 2022-2023 |     | 12  |     |
| 2023-2024 |     | 13  |     |